# Le Premier Bonheur du jour
Albums de Françoise Hardy
Tous les garçons et les filles
(1962) Françoise Hardy canta per voi in italiano
(1963)
Le Premier Bonheur du jour, est le deuxième album, édité en France et à l'étranger, de la chanteuse Françoise Hardy. L’édition originale est parue en France, en octobre 1963. Sans titre distinctif à sa sortie, cet album fut identifié par celui de son principal succès à partir de sa réédition en disque compact en novembre 2009. 

## Édition originale de l'album
France, octobre 1963 : disque microsillon 33 tours/30cm., disques Vogue (FH 1).
Pochette ouvrante : photographies réalisées par Jean-Marie Périer de « Salut les copains ».

### Liste des chansons
Les 12 chansons qui composent le disque ont été enregistrées en monophonie. Françoise Hardy est accompagnée par Marcel Hendrix et son orchestre.
| 1. | Le Premier Bonheur du jour           | Frank Gérald                   | Jean Renard           | 1 min 53 s |
| 2. | Va pas prendre un tambour            | Maurice Vidalin                | Jacques Dutronc       | 2 min 50 s |
| 3. | Saurai-je ?                          | Françoise Hardy                | Françoise Hardy       | 2 min 05 s |
| 4. | Toi je ne t'oublierai pas            | André Salvet et Claude Carrère | Jean-Pierre Bourtayre | 2 min 24 s |
| 5. | Avant de t'en aller (Think About It) | Françoise Hardy                | Paul Anka             | 1 min 57 s |
| 6. | Comme tant d'autres                  | Françoise Hardy                | Françoise Hardy       | 2 min 35 s |

| 1. | J'aurais voulu                               | Françoise Hardy | Françoise Hardy                | 2 min 10 s |
| 2. | Nous tous                                    | Françoise Hardy | Françoise Hardy                | 1 min 43 s |
| 3. | L'Amour d'un garçon (The Love of a Boy)      | Françoise Hardy | Burt Bacharach                 | 2 min 10 s |
| 4. | Le sais-tu ?                                 | Françoise Hardy | Françoise Hardy                | 1 min 44 s |
| 5. | L'amour ne dure pas toujours                 | Françoise Hardy | Françoise Hardy                | 1 min 45 s |
| 6. | On dit de lui (It's Gonna Take Me Some Time) | Françoise Hardy | Don Stirling et Harold Tempkin | 2 min 42 s |

## Discographie liée à l’album
- EP (Extended Play) = Disque microsillon 45 tours 4 titres (super 45 tours)
- LP (Long Play) = Disque microsillon 33 tours/30cm
- CD (Compact Disc) = Disque compact

### Première édition française des chansons
Nota bene : Dans les années soixante, l’industrie discographique française est axée en priorité sur la vente de super 45 tours. Les nouvelles chansons de Françoise Hardy ont donc d'abord été éditées sur ces supports.
- Mi-mars 1963 : EP, L'Amour s'en va – Chanson lauréate de l’Eurovision 1963[5], Disques Vogue (EPL 8076).

1. L'Amour s'en va (F. Hardy).
2. Je pense à lui (A Wonderful Dream), (F. Hardy et André Salvet, adaptation du texte de Célia Marshall / Norman Margolies).
3. L'Amour d'un garçon (The Love of a Boy), (F. Hardy, adaptation du texte de Hal David / Burt Bacharach).
4. Comme tant d'autres (F. Hardy).

- Juin 1963 : EP, Disques Vogue (EPL 8111).

1. Qui aime-t-il vraiment ? (Your Nose Is Gonna Grow), (F. Hardy, adaptation du texte de Jeff Hooven / Hal Winn).
2. Saurai-je ? (F. Hardy).
3. Bien Longtemps (F. Hardy).
4. On dit de lui (It’s Gonna Take Me Some Time), (F. Hardy, adaptation du texte de Christopher / Sterling et Temkin).

- Septembre 1963 : EP, Disques Vogue (EPL 8139).

1. Le Premier Bonheur du jour (Frank Gérald / Jean Renard).
2. Va pas prendre un tambour (Maurice Vidalin / Jacques Dutronc).
3. Nous tous (F. Hardy).
4. J'aurais voulu (F. Hardy).

- Octobre 1963 : EP, Disques Vogue (EPL 8179).

1. Le sais-tu ? (F. Hardy).
2. Avant de t'en aller (Think About It), (F. Hardy, adaptation du texte de Paul Anka / Paul Anka).
3. Toi je ne t'oublierai pas (André Salvet et Claude Carrère / Jean-Pierre Bourtayre).
4. L'Amour ne dure pas toujours (F. Hardy).

### Premières éditions étrangères de l'album
- Canada, 1964 : LP, Trans-Canada record/Disques Vogue (FH 1)-(VF 47013).
- Italie, 1964 : LP, Disques Vogue (FH 1).
- Royaume-Uni, 1964 : LP, In Vogue, Pye Records (NPL 18099).
- Afrique du Sud, 1965 : LP, Disques Vogue (VGL 7004).
- Argentine, 1965 : LP, Opus/Disques Vogue (LV 25002).
- Brésil, 1965 : LP, Le Premier Bonheur du jour, Mocambo (FH 2)-(LP 40238).
- Japon, 1965 : LP, Disques Vogue (UPS 5055).
- Uruguay, 1965 : LP, Bienvenida !, Sondor S.A./Disques Vogue (LV-25.002).
- Taïwan, 1966 : LP, Haishan (HS 343).
- Venezuela, 1966 : LP, Por todo el mundo, Disques Vogue/Orbe (ORLP 4120).

### Rééditions françaises de super 45 tours
- Avril 1963 : EP, L’Amour s’en va – Eurovision 1963, Disques Vogue (EPL 8076)[6].

- Mai 1963[7] : EP, L’Amour s’en va – (Eurovision 1963), L’Amour d’un Garçon, Disques Vogue (EPL 8076)[8].

- 1964 : EP, Disques Vogue (EPL 8139)[9].

### Rééditions françaises de l'album
- 1967 : LP, disques Vogue/Vogue international industries (FH 1), monophonie[10].
- Printemps 1974 : LP, disques Vogue/Vogue International Industrie (CFH1), stéréo universelle.
- 1996 : CD (jewelcase), disques Vogue/Sony BMG (74321380032).
- 15 janvier 2014 : CD (jewelcase), Le Premier Bonheur du jour, RDM Édition[11] (CD687).

### Publication européenne de l'album
- , 16 juin 2017 : LP (vinyle blanc), Le Premier Bonheur du jour, Disques Vogue/Legacy/Sony Music (8 89854 39681 7).

### Rééditions étrangères de l’album
- Italie, juin 2014 : LP, Audiophile Clear Vinyl/Doxy[15] (FH 1)-(89540-02019-0)[16].

- Italie, novembre 2014 : LP (Picture Disc), Doxy (FH 1)-(DOP 8002).

- États-Unis, 16 octobre 2015 : CD, Le Premier Bonheur du jour, Light in the Attic Records/Future Days Recordings (FH 1)-(FDR 615).

- États-Unis, 29 janvier 2016 : LP, Le Premier Bonheur du jour, Light in the Attic Records/Future Days Recordings (FH 1)-(FDR 615).

### Chansons adaptées en langues étrangères
Le Premier Bonheur du jour
- Italie, 1963 : Il saluto del mattino (Vito Pallavicini), SP, Vogue (Vogue J 35043).

Saurai-je ?
- Italie, 1963 : Vorrei capirti (Vito Pallavicini), LP, Françoise Hardy canta per voi in italiano, Vogue (LPJ 5034).

Comme tant d’autres
- Italie, 1963 : Una ragazza come le altra (Vito Pallavicini), LP, Françoise Hardy canta per voi in italiano, Vogue (LPJ 5034).

J’aurais voulu
- Italie, 1963 : Vorrei essere lei (Vito Pallavicini), SP, Vogue (J 35055).

- Royaume-Uni, 1964 : I Wish It Were Me (Stellman), EP, Françoise Hardy Sings In English !, Pye Records (NEP 24192).

- Allemagne, 1965  : Ich hab das Glück (C. U. Blecher), LP, Françoise Hardy in Deutschland, Bellaphon Records / Disques Vogue (BWS 368).

L’Amour s’en va
- Italie, 1963 : L’amore va (Vito Pallavicini), LP, Françoise Hardy canta per voi in italiano, Vogue (LPJ 5034).

- Allemagne, 1965 : Die Liebe Geht (Ernst Bader), LP, Françoise Hardy in Deutschland, Bellaphon Records / Disques Vogue (BWS 368).

Bien Longtemps
- Italie, 1963 : Per tanto tempo (Vito Pallavicini), LP, Françoise Hardy canta per voi in italiano, Vogue (LPJ 5034).

### Reprises de chansons
Le Premier Bonheur du jour
- Brésil, 1968 : Os Mutantes, LP, Polyfar/Polydor (LPNG 44.018/829 498-1).

- Royaume-Uni, 1995 : Kate St John, CD, Indescribable Night, Gyroscope (GYR 6612-2).

- 2005 : Françoiz Breut, CD, Une Saison Volée, Tôt ou Tard (8345-10535-2).

- États-Unis, mars 2014 : Pink Martini & The Von Trapps, CD, Dream a Little Dream, Heinz Records (5-060001-275482).

L’Amour s’en va
- 1963 : Aimable, EP, Aimable joue Françoise Hardy, avec son accordéon et son orgue, Disques Vogue, coll. « Spécial danse » (EPS. 1 334).

- 1963 : Les Ambassadors, EP, Hardi les copains !, Ricordi (45 S 254).

- 1982 : Patrick Loiseau, LP, L’Amour absolu, Philips/Phonogram (6313324).

L’Amour ne dure pas toujours
- 1990 : Jo Lemaire, CD, Duelle, WEA (9031-71266-2).

- Canada, 2004 : Feist, CD, Let It Die, Polydor (9818878).

Qui aime-t-il vraiment ?
- 1989 : Helena Lemkovitch et le Pop-Corn ensemble, LP, Cœur fragile & prince charmant, WEA Records (245 307-1).

### Sample
Le Premier Bonheur du jour
- 3 octobre 2011 : Guizmo, CD, Normal, Y&W Prod/Because Music.
  - La boucle musicale et la phrase, « Le premier chagrin du jour, c’est la porte qui se ferme. », chantée par Françoise Hardy, sont samplés sur le titre, Le Premier Chagrin du jour.

### Chansons choisies pour des films
Le Premier Bonheur du jour
- France, 1998 : Vénus Beauté (Institut), réalisé par Tonie Marshall.

- Québec, 2003 : The Statement (Crime contre l’humanité), réalisé par Norman Jewison.

L'Amour d'un garçon
- France, 15 mai 2013 (66e Festival de Cannes), 29 août 2013 (sortie nationale) : Jeune et jolie, réalisé par François Ozon[17].